# Oliver Norwood
Oliver James Norwood (Burnley, 12 aprile 1991) è un calciatore nordirlandese, centrocampista dello Stockport County.

## Carriera

### Club
Nato a Burnley da genitori nordirlandesi, viene aggregato alla squadra Under-18 del Manchester United nel 2009. Nella stagione 2009-2010 gioca 13 partite nella Premier Reserve League North; durante la stagione disputa anche una partita con l'Under-19, segnando una rete contro i pari-età italiani. Viene convocato anche per l'Under-21, giocando 5 partite impreziosite da 4 reti.
Nella stagione 2010-2011 i Red Devils decidono di mandare in prestito il giocatore al Carlisle per due mesi, riuscendo comunque a disputare 6 partite in League One. Fa ritorno a Manchester nel novembre 2010, dove non giocherà per il resto della stagione.

### Nazionale
Fa il suo esordio nella nazionale maggiore entrando al 64' nell'incontro valido per le Qualificazioni al campionato europeo di calcio 2012 contro il Montenegro.
Venne convocato per gli Europei 2016 in Francia.

Nell'agosto 2019, dopo 57 presenze senza reti, a sorpresa lascia la nazionale a soli 28 anni.

## Statistiche

### Cronologia presenze e reti in nazionale
| Cronologia completa delle presenze e delle reti in nazionale ― Irlanda del Nord | Cronologia completa delle presenze e delle reti in nazionale ― Irlanda del Nord | Cronologia completa delle presenze e delle reti in nazionale ― Irlanda del Nord | Cronologia completa delle presenze e delle reti in nazionale ― Irlanda del Nord | Cronologia completa delle presenze e delle reti in nazionale ― Irlanda del Nord | Cronologia completa delle presenze e delle reti in nazionale ― Irlanda del Nord | Cronologia completa delle presenze e delle reti in nazionale ― Irlanda del Nord | Cronologia completa delle presenze e delle reti in nazionale ― Irlanda del Nord |
| Data                                                                            | Città                                                                           | In casa                                                                         | Risultato                                                                       | Ospiti                                                                          | Competizione                                                                    | Reti                                                                            | Note                                                                            |
| ------------------------------------------------------------------------------- | ------------------------------------------------------------------------------- | ------------------------------------------------------------------------------- | ------------------------------------------------------------------------------- | ------------------------------------------------------------------------------- | ------------------------------------------------------------------------------- | ------------------------------------------------------------------------------- | ------------------------------------------------------------------------------- |
| 11-8-2010                                                                       | Montenegro                                                                      | Montenegro                                                                      | 2 – 0                                                                           | Irlanda del Nord                                                                | Amichevole                                                                      | -                                                                               | 64’                                                                             |
| 9-2-2011                                                                        | Dublino                                                                         | Irlanda del Nord                                                                | 0 – 3                                                                           | Scozia                                                                          | Amichevole                                                                      | -                                                                               | 58’                                                                             |
| 24-5-2011                                                                       | Dublino                                                                         | Irlanda                                                                         | 5 – 0                                                                           | Irlanda del Nord                                                                | Amichevole                                                                      | -                                                                               | 46’                                                                             |
| 27-5-2011                                                                       | Dublino                                                                         | Irlanda del Nord                                                                | 0 – 2                                                                           | Galles                                                                          | Amichevole                                                                      | -                                                                               |                                                                                 |
| 11-10-2011                                                                      | Pescara                                                                         | Italia                                                                          | 3 – 0                                                                           | Irlanda del Nord                                                                | Qual. Euro 2012                                                                 | -                                                                               | 74’                                                                             |
| 2-6-2012                                                                        | Amsterdam                                                                       | Paesi Bassi                                                                     | 6 – 0                                                                           | Irlanda del Nord                                                                | Amichevole                                                                      | -                                                                               |                                                                                 |
| 15-8-2012                                                                       | Belfast                                                                         | Irlanda del Nord                                                                | 3 – 3                                                                           | Finlandia                                                                       | Amichevole                                                                      | -                                                                               | 84’                                                                             |
| 11-9-2012                                                                       | Belfast                                                                         | Irlanda del Nord                                                                | 1 – 1                                                                           | Lussemburgo                                                                     | Qual. Mondiali 2014                                                             | -                                                                               | 83’                                                                             |
| 16-10-2012                                                                      | Porto                                                                           | Portogallo                                                                      | 1 – 1                                                                           | Irlanda del Nord                                                                | Qual. Mondiali 2014                                                             | -                                                                               |                                                                                 |
| 14-8-2013                                                                       | Belfast                                                                         | Irlanda del Nord                                                                | 1 – 0                                                                           | Russia                                                                          | Qual. Mondiali 2014                                                             | -                                                                               |                                                                                 |
| 6-9-2013                                                                        | Belfast                                                                         | Irlanda del Nord                                                                | 2 – 4                                                                           | Portogallo                                                                      | Qual. Mondiali 2014                                                             | -                                                                               | 82’                                                                             |
| 10-9-2013                                                                       | Lussemburgo                                                                     | Lussemburgo                                                                     | 3 – 2                                                                           | Irlanda del Nord                                                                | Qual. Mondiali 2014                                                             | -                                                                               |                                                                                 |
| 11-10-2013                                                                      | Baku                                                                            | Azerbaigian                                                                     | 2 – 0                                                                           | Irlanda del Nord                                                                | Qual. Mondiali 2014                                                             | -                                                                               | 55’                                                                             |
| 15-11-2013                                                                      | Adana                                                                           | Turchia                                                                         | 1 – 0                                                                           | Irlanda del Nord                                                                | Amichevole                                                                      | -                                                                               | 39’                                                                             |
| 5-3-2014                                                                        | Nicosia                                                                         | Cipro                                                                           | 0 – 0                                                                           | Irlanda del Nord                                                                | Amichevole                                                                      | -                                                                               | 74’                                                                             |
| 30-5-2014                                                                       | Montevideo                                                                      | Uruguay                                                                         | 1 – 0                                                                           | Irlanda del Nord                                                                | Amichevole                                                                      | -                                                                               | 86’                                                                             |
| 4-6-2014                                                                        | Valparaíso                                                                      | Cile                                                                            | 2 – 0                                                                           | Irlanda del Nord                                                                | Amichevole                                                                      | -                                                                               | 84’                                                                             |
| 7-9-2014                                                                        | Budapest                                                                        | Ungheria                                                                        | 1 – 2                                                                           | Irlanda del Nord                                                                | Qual. Euro 2016                                                                 | -                                                                               | 44’ 79’                                                                         |
| 11-10-2014                                                                      | Belfast                                                                         | Irlanda del Nord                                                                | 2 – 0                                                                           | Fær Øer                                                                         | Qual. Euro 2016                                                                 | -                                                                               |                                                                                 |
| 14-10-2014                                                                      | Il Pireo                                                                        | Grecia                                                                          | 0 – 2                                                                           | Irlanda del Nord                                                                | Qual. Euro 2016                                                                 | -                                                                               |                                                                                 |
| 14-11-2014                                                                      | Bucarest                                                                        | Romania                                                                         | 2 – 0                                                                           | Irlanda del Nord                                                                | Qual. Euro 2016                                                                 | -                                                                               |                                                                                 |
| 25-3-2015                                                                       | Belfast                                                                         | Scozia                                                                          | 1 – 0                                                                           | Irlanda del Nord                                                                | Amichevole                                                                      | -                                                                               | 70’                                                                             |
| 29-3-2015                                                                       | Belfast                                                                         | Irlanda del Nord                                                                | 2 – 1                                                                           | Finlandia                                                                       | Qual. Euro 2016                                                                 | -                                                                               |                                                                                 |
| 31-5-2015                                                                       | Crewe                                                                           | Irlanda del Nord                                                                | 1 – 1                                                                           | Qatar                                                                           | Amichevole                                                                      | -                                                                               |                                                                                 |
| 13-6-2015                                                                       | Belfast                                                                         | Irlanda del Nord                                                                | 0 – 0                                                                           | Romania                                                                         | Qual. Euro 2016                                                                 | -                                                                               |                                                                                 |
| 4-9-2015                                                                        | Tórshavn                                                                        | Fær Øer                                                                         | 1 – 3                                                                           | Irlanda del Nord                                                                | Qual. Euro 2016                                                                 | -                                                                               |                                                                                 |
| 7-9-2015                                                                        | Belfast                                                                         | Irlanda del Nord                                                                | 1 – 1                                                                           | Ungheria                                                                        | Qual. Euro 2016                                                                 | -                                                                               | 75’                                                                             |
| 8-10-2015                                                                       | Belfast                                                                         | Irlanda del Nord                                                                | 3 – 1                                                                           | Grecia                                                                          | Qual. Euro 2016                                                                 | -                                                                               |                                                                                 |
| 11-10-2015                                                                      | Helsinki                                                                        | Finlandia                                                                       | 1 – 1                                                                           | Irlanda del Nord                                                                | Qual. Euro 2016                                                                 | -                                                                               |                                                                                 |
| 13-11-2015                                                                      | Belfast                                                                         | Irlanda del Nord                                                                | 1 – 0                                                                           | Lettonia                                                                        | Amichevole                                                                      | -                                                                               | 46’                                                                             |
| 24-3-2016                                                                       | Cardiff                                                                         | Galles                                                                          | 1 – 1                                                                           | Irlanda del Nord                                                                | Amichevole                                                                      | -                                                                               |                                                                                 |
| 28-3-2016                                                                       | Belfast                                                                         | Irlanda del Nord                                                                | 1 – 0                                                                           | Slovenia                                                                        | Amichevole                                                                      | -                                                                               |                                                                                 |
| 27-5-2016                                                                       | Belfast                                                                         | Irlanda del Nord                                                                | 3 – 0                                                                           | Bielorussia                                                                     | Amichevole                                                                      | -                                                                               | 46’                                                                             |
| 4-6-2016                                                                        | Trnava                                                                          | Slovacchia                                                                      | 0 – 0                                                                           | Irlanda del Nord                                                                | Amichevole                                                                      | -                                                                               | 83’                                                                             |
| 12-6-2016                                                                       | Nizza                                                                           | Polonia                                                                         | 1 – 0                                                                           | Irlanda del Nord                                                                | Euro 2016 - 1º turno                                                            | -                                                                               |                                                                                 |
| 15-6-2016                                                                       | Décines-Charpieu                                                                | Irlanda del Nord                                                                | 2 – 0                                                                           | Ucraina                                                                         | Euro 2016 - 1º turno                                                            | -                                                                               |                                                                                 |
| 21-6-2016                                                                       | Parigi                                                                          | Irlanda del Nord                                                                | 0 – 1                                                                           | Germania                                                                        | Euro 2016 - 1º turno                                                            | -                                                                               |                                                                                 |
| 25-6-2016                                                                       | Parigi                                                                          | Galles                                                                          | 1 – 0                                                                           | Irlanda del Nord                                                                | Euro 2016 - Ottavi di finale                                                    | -                                                                               | 79’                                                                             |
| 4-9-2016                                                                        | Praga                                                                           | Rep. Ceca                                                                       | 0 – 0                                                                           | Irlanda del Nord                                                                | Qual. Mondiali 2018                                                             | -                                                                               | 30’                                                                             |
| 8-10-2016                                                                       | Belfast                                                                         | Irlanda del Nord                                                                | 4 – 0                                                                           | San Marino                                                                      | Qual. Mondiali 2018                                                             | -                                                                               |                                                                                 |
| 11-10-2016                                                                      | Hannover                                                                        | Germania                                                                        | 2 – 0                                                                           | Irlanda del Nord                                                                | Qual. Mondiali 2018                                                             | -                                                                               |                                                                                 |
| 11-11-2016                                                                      | Belfast                                                                         | Irlanda del Nord                                                                | 4 – 0                                                                           | Azerbaigian                                                                     | Qual. Mondiali 2018                                                             | -                                                                               |                                                                                 |
| 15-11-2016                                                                      | Belfast                                                                         | Irlanda del Nord                                                                | 0 – 3                                                                           | Croazia                                                                         | Amichevole                                                                      | -                                                                               |                                                                                 |
| 26-3-2017                                                                       | Belfast                                                                         | Irlanda del Nord                                                                | 2 – 0                                                                           | Norvegia                                                                        | Qual. Mondiali 2018                                                             | -                                                                               |                                                                                 |
| 2-6-2017                                                                        | Belfast                                                                         | Irlanda del Nord                                                                | 1 – 0                                                                           | Nuova Zelanda                                                                   | Amichevole                                                                      | -                                                                               |                                                                                 |
| 10-6-2017                                                                       | Baku                                                                            | Azerbaigian                                                                     | 0 – 1                                                                           | Irlanda del Nord                                                                | Qual. Mondiali 2018                                                             | -                                                                               |                                                                                 |
| 1-9-2017                                                                        | Serravalle                                                                      | San Marino                                                                      | 0 – 3                                                                           | Irlanda del Nord                                                                | Qual. Mondiali 2018                                                             | -                                                                               |                                                                                 |
| 4-9-2017                                                                        | Belfast                                                                         | Irlanda del Nord                                                                | 2 – 0                                                                           | Rep. Ceca                                                                       | Qual. Mondiali 2018                                                             | -                                                                               |                                                                                 |
| 5-10-2017                                                                       | Belfast                                                                         | Irlanda del Nord                                                                | 1 – 3                                                                           | Germania                                                                        | Qual. Mondiali 2018                                                             | -                                                                               |                                                                                 |
| 8-10-2017                                                                       | Oslo                                                                            | Norvegia                                                                        | 1 – 0                                                                           | Irlanda del Nord                                                                | Qual. Mondiali 2018                                                             | -                                                                               | 46’                                                                             |
| 9-11-2017                                                                       | Belfast                                                                         | Irlanda del Nord                                                                | 0 – 1                                                                           | Svizzera                                                                        | Qual. Mondiali 2018                                                             | -                                                                               |                                                                                 |
| 12-11-2017                                                                      | Basilea                                                                         | Svizzera                                                                        | 0 – 0                                                                           | Irlanda del Nord                                                                | Qual. Mondiali 2018                                                             | -                                                                               | 75’                                                                             |
| 24-3-2018                                                                       | Belfast                                                                         | Irlanda del Nord                                                                | 2 – 1                                                                           | Corea del Sud                                                                   | Amichevole                                                                      | -                                                                               | 71’                                                                             |
| 8-9-2018                                                                        | Belfast                                                                         | Irlanda del Nord                                                                | 1 – 2                                                                           | Bosnia ed Erzegovina                                                            | UEFA Nations League 2018-2019 - 1º turno                                        | -                                                                               |                                                                                 |
| 11-9-2018                                                                       | Belfast                                                                         | Irlanda del Nord                                                                | 3 – 0                                                                           | Israele                                                                         | Amichevole                                                                      | -                                                                               | 46’                                                                             |
| 12-10-2018                                                                      | Vienna                                                                          | Austria                                                                         | 1 – 0                                                                           | Irlanda del Nord                                                                | UEFA Nations League 2018-2019 - 1º turno                                        | -                                                                               | 73’                                                                             |
| 15-10-2018                                                                      | Sarajevo                                                                        | Bosnia ed Erzegovina                                                            | 2 – 0                                                                           | Irlanda del Nord                                                                | UEFA Nations League 2018-2019 - 1º turno                                        | -                                                                               | 33’ 58’                                                                         |
| Totale                                                                          |                                                                                 | Presenze                                                                        | 57                                                                              |                                                                                 | Reti                                                                            | 0                                                                               |                                                                                 |

## Palmarès

### Club

#### Competizioni nazionali
- Campionato inglese: 1

Manchester United: 2010-2011